# Almut Rößler
Almut Rößler (* 12. Juni 1932 in Beveringen; † 13. Februar 2015 in Düsseldorf) war eine deutsche Organistin, Kirchenmusikerin und Hochschullehrerin.

## Leben und Wirken
Almut Rößler absolvierte ein Studium an der Evangelischen Landeskirchenmusikschule im Rheinland (heute eine Abteilung der Robert Schumann Hochschule Düsseldorf) sowie an der Nordwestdeutschen Musikakademie in Detmold. Ihre Lehrer waren unter anderem Michael Schneider an der Orgel, Hans-Richter-Haaser am Klavier, Wilhelm Maler in Komposition und Kurt Thomas im Fach Dirigieren. Weiterführende Studien folgten in Paris bei Gaston Litaize.
Im Jahre 1967 ging sie als Nachfolgerin von Gerhard Schwarz an die Johanneskirche in Düsseldorf. Dort war sie bis 1997 als Kantorin und Organistin tätig und gründete die „Johanneskantorei“. Eine Lehrtätigkeit übernahm sie 1959 an der Landeskirchenmusikschule. Im Jahre 1977 erfolgte ihre Ernennung zur Professorin an der Robert-Schumann-Hochschule in Düsseldorf. Schüler von ihr waren unter anderem Ulrich Leykam, Klaus-Peter Pfeifer, Matthias Hoffmann-Borggrefe und Inger-Lise Ulsrud.

### Orgelkonzerte, Rundfunk- und Fernsehaufnahmen
Rößler gab Konzerte in ganz Deutschland, den meisten europäischen Ländern, in den USA, Japan, Korea und Kanada; unter anderem in der Berliner Philharmonie, der Alten Oper in Frankfurt, der Royal Festival Hall in London, der Osaka Symphony Hall in Japan sowie an Messiaens Orgel in La Trinité (Paris), Paris.
Radio und Fernsehaufnahmen erfolgten unter anderem beim BBC, NHK, Radio France, PBS in Boston und bei allen westdeutschen Rundfunkanstalten.

### Ur- und Erstaufführungen
Rößler brachte verschiedene Werke zur Ur- und Erstaufführung. Dazu gehören Kompositionen von André Jolivet, Johann Nepomuk David, Jürg Baur, Kei Kondo, Ernst Ludwig Leitner, Diether de la Motte, Dimitri Terzakis, Giselher Klebe und Ivana Loudová. Viele dieser Orgelwerke sind ihr gewidmet.
Rößler spielte 1972 die europäische Erstaufführung von Méditations sur le Mystère de la Sainte Trinité von Olivier Messiaen. Auch war sie die Solistin bei der Uraufführung des Konzerts für Orgel und Orchester von Giselher Klebe 1980. Dieses Werk ist der Organistin gewidmet.
Dazu kam am 1. Juli 1986 die Uraufführung (in Detroit, USA) und die europäische Erstaufführung (in Bonn) von Livre du Saint Sacrement von Olivier Messiaen.

### Musikfeste und internationale Musikwochen
Rößler wirkte maßgeblich u. a. bei den folgenden Veranstaltungen mit:
- Messiaen-Feste der Jahre 1968, 1972, 1979, 1986 (als Veranstalterin und Solistin)
- Strawinsky-Fest 1971
- Berliner Festwochen
- English Bach Festival
- American Guild of Organists
- National Convention der American Guild of Organists
- Printemps musical de Paris
- Lucerne Festival

### Dirigate und Chorwerke
- Dirigentin der Johannes-Kantorei – einem der größten Laien-Chöre Düsseldorfs
- Aus dem Repertoire: Die Bach-Oratorien, Mozart- und Haydn-Messen; Mendelssohn: Paulus; Franck: Les Beatitudes; Brahms: Ein Deutsches Requiem; Duruflé: Requiem; Strawinsky: Psalmen-Symphonie; Poulenc: Gloria; Lili Boulanger: die großen Chor- und Orchesterwerke; Frank Martin: In terra pax und Requiem
- Verschiedene Rundfunk- und Fernsehübertragungen
- Chor- und Konzertreisen nach Frankreich, England, Finnland, Polen, Ungarn, Italien, Österreich und in die Schweiz mit A-cappella-Programm von Gabrieli bis Kodály, mit sämtlichen Bach-Motetten

### Vorträge, Seminare, Gastunterricht
Zu Vorträgen, Seminaren und Gastprofessuren war Rößler u. a. an folgenden Universitäten eingeladen: Yale University, University of Michigan (USA); Kunitachi-Musikhochschule, Yonsei University Seoul, Kōbe Jogakuin Daigaku (engl. Kobe College) Nishinomiya (Japan), American Guild of Organists Conventions/meetings sowie an europäischen Musikhochschulen, u. a. Wien und Reykjavík, Prag, Oslo, Breslau, Vilnius, Amsterdam, Piacenza, Jerusalem.

## Auszeichnungen
- 1994: Bundesverdienstkreuz 1. Klasse
- 1986: „Organist of the Year“ der Universität Ann Arbor, Michigan
- 1981: Chevalier dans l’ordre des palmes academiques
- 1973: Preis der deutschen Schallplattenkritik für Messiaen „Meditations …“
- 1961: Preisträgerin beim Berliner Organistenwettbewerb
- 1960: Förderpreis für junge Künstler des Landes Nordrhein-Westfalen
- Jury-Mitglied mehrerer internationaler Orgelwettbewerbe, u. a. Chartres, Frankreich; St. Albans, England

## Schriften (Auswahl)
- Die Orgelwerke Messiaens 1961 und 1969. In: Sieglinde Ahrens, Hans-Dieter Möller, Almut Rößler: Das Orgelwerk Messiaens. Gilles & Francke, Duisburg 1976.
- Zur Interpretation der Orgelwerke Messiaens. In: Ingrid Hohlfeld-Ufer: Die geistige Welt Olivier Messiaens. Gilles & Francke, Duisburg 1978.
- Entretiens avec Olivier Messiaen. In: Jeunesse et Orgue, Nr. 58, Floriac 1984.
- Beiträge zur geistigen Welt Olivier Messiaens. Gilles & Francke, Duisburg 1984, englische Übersetzung 1986.
- Artikel über Jürg Baur und Dimitri Terzakis in Fachzeitschriften

## Einspielungen und Tonträger
- Olivier Messiaen: Livre d’Orgue. Schwann Studio 506.
- Olivier Messiaen: Messe de la Pentecôte, Verset pour la fête de la Dédicace. Schwann Studio 508.
- Olivier Messiaen: Les Corps Glorieux. Schwann Studio 509.
- Olivier Messiaen: La Nativité du Seigneur. Schwann Studio 517.
- Olivier Messiaen: L' Ascension, Diptyque, Apparition de l'Eglise éternelle. Schwann Studio 518.
- Olivier Messiaen: Méditations sur le Mystère de la Sainte Trinité. Schwann Studio 702/703. (Deutscher Schallplattenpreis 1973)
- Olivier Messiaen: Das Orgelwerk, Gesamtausgabe. (7 LPs) Schwann Studio 350.
- Jürg Baur: „Christ ist erstanden“, Choraltriptychon (1970). In: Orgelstadt Düsseldorf. Schwann Studio, 4514/4515.
- Almut Rössler spielt Bach auf der Beckerath-Orgel der Johanneskirche Düsseldorf. (2 LPs). Motette Ursina, Nr. 1019.
- Festliches Orgelkonzert im Dom zu Limburg. Almut Rössler spielt Werke von Bruhns, Bach, Alain und Franck. Motette Ursina, Nr. 1025.
- Olivier Messiaen: Livre du Saint Sacrement. Almut Rössler spielt die Orgel im Dom zu Passau.
- Verschiedene Komponisten an der Orgel des Weseler Doms. Motette 13071.
- Bach, 18 Leipziger Choräle in der Thomaskirche Leipzig. Motette 13151.